# Marcel Schäfer
Marcel Schäfer (Aschaffenburg, Alemania, 7 de junio de 1984) es un exfutbolista alemán que jugaba de defensa.
La mayor parte de su carrera la pasó en el VfL Wolfsburgo, donde se convirtió en el jugador de campo que más partidos, 256, había jugado en 1. Bundesliga con el club. En junio de 2018 se retiró y regresó a la entidad para ejercer de director deportivo.

## Selección nacional
Fue internacional con la selección de fútbol de Alemania en 8 ocasiones sin convertir goles.

## Clubes
| Club              | País           | Año       |
| ----------------- | -------------- | --------- |
| TSV 1860 Múnich   | Alemania       | 2003-2007 |
| VfL Wolfsburgo    | Alemania       | 2007-2017 |
| Tampa Bay Rowdies | Estados Unidos | 2017-2018 |

## Palmarés

### Campeonatos nacionales
| Título                | Club           | País     | Año  |
| --------------------- | -------------- | -------- | ---- |
| Bundesliga            | VfL Wolfsburgo | Alemania | 2009 |
| Copa de Alemania      | VfL Wolfsburgo | Alemania | 2015 |
| Supercopa de Alemania | VfL Wolfsburgo | Alemania | 2015 |